# La Trace (film, 1994)
Pour les articles homonymes, voir La Trace.
Pour plus de détails, voir Fiche technique et Distribution.
La Trace (Iz) est un film turc réalisé par Yeşim Ustaoğlu, sorti en 1994.
Il est présenté en sélection officielle au Festival international du film de Moscou 1995.

## Fiche technique
- Titre original : Iz
- Titre français : La Trace
- Réalisation : Yeşim Ustaoğlu
- Scénario : Tayfun Pirselimoglu
- Pays d'origine : Turquie
- Format : Couleurs - 35 mm
- Genre : thriller
- Durée : 116 minutes
- Date de sortie : 1994

## Distribution
- Derya Alabora :
- Aytaç Arman : Kemal